# Министерство правительственного здравоохранения и социального обеспечения Шотландии
Министерство правительственного здравоохранения и социального обеспечения Шотландии представляет собой министерство шотландского правительства, которое состоит из директоратов, несущих ответственность за здравоохранение Шотландии, а также за разработку политики по и внедрению медико-санитарной помощи и сообщества.
Генеральный директор здравоохранения шотландского правительства, а также исполнительный директор Национальной службы здравоохранения Шотландии — Дерек Фили.
Прямой связи между министрами Великобритании и этими директоратами нет, однако деятельность этих директоратов относятся к компетенции секретаря Кабинета по вопросам здравоохранения, благосостояния и городской стратегии.

## Директораты
- Управление Главного государственного санитарного врача, здравоохранения и спорта
- Управление главный медсестер, пациентов, общественных и медицинских работников
- Управление по делам детей и семьи
- Управление по делам здравоохранения и здравоохранения Улучшение
- Управление по делам здравоохранения и социальной интеграции уход
- Управление финансов здравоохранения и информации
- Управление по трудовым ресурсам здравоохранения и производительности
  - Комиссия по вопросам психического благосостояния для Шотландии
  - Шотландская служба скорой помощи
  - Государственная больница в Шотландии и Северной Ирландии